# Прапор Домініки
Пра́пор Доміні́ки — один з офіційних символів Домініки. Офіційно затверджений 3 листопада 1978 року. Невеликі зміни до дизайну прапора вносились у 1981, 1988 і 1990 роках. Співвідношення сторін прапора 1:2.
Зелений колір на прапорі символізує багату природу країни, червоний колір — символ свободи. Десять зірок — це 10 приходів країни. Хрест з трьох стрічок символізує три народи: чорний — негрів, білий — європеоїдів, жовтий — мулатів. Папуга Імператорський амазон — символ острова.

## Історичні прапори

3 листопада 1978 — 3 листопада 1981
3 листопада 1981 — 1988
1988 — 1990